# 瀬戸大也
瀬戸 大也（せと だいや、1994年5月24日 - ）は、日本の競泳選手である。埼玉県入間郡毛呂山町出身。身長174センチメートル。CHARIS＆Co.所属。

## 経歴

### 生い立ち、キャリア初期
小学生の時から水泳の全国大会に出場経験があり、萩野公介とは少年時代からの好敵手であり、憧れであったとのこと。個人メドレー、バタフライ、自由形、平泳ぎ、背泳ぎといった全ての泳法で全国大会優勝経験を持つ。イアン・ソープ、マイケル・フェルプス、ライアン・ロクテを目標とし、泳法を参考にすることも多い。毛呂山町立毛呂山中学校2年の時に全国JOCジュニアオリンピックカップ水泳競技大会男子400m個人メドレーにて萩野に競り勝ち、当時の日本中学新記録で優勝している。
埼玉栄高等学校時代は、インターハイで400m個人メドレーの三連覇を達成した。2012年4月、高校3年次のロンドンオリンピック出場を賭けた第88回日本選手権水泳競技大会では400m個人メドレー・200m個人メドレー共に決勝で派遣標準記録を突破するも萩野らに敗れて3位に終わり、オリンピック出場を逸してしまった。その後、モチベーションは低下し、言葉もマイナス発言が多かったが、萩野の銅メダルの獲得により再び立ち上がる。5ヶ月後の国民体育大会で4冠を達成した。その年の暮れに出場した世界短水路選手権（イスタンブール）では400m個人メドレーを短水路日本新記録で制し、200m個人メドレーでは短水路日本新記録で準優勝を果たした。

### 2013年
2013年には早稲田大学スポーツ科学部に進学。第15回世界水泳選手権大会（バルセロナ）出場を賭けた第89回日本選手権水泳競技大会では200m・400m個人メドレー共に萩野に次いで2位に入り、世界水泳選手権日本代表に選出された。その世界水泳選手権大会では200m個人メドレーで7位に終わったものの、最終日の男子400m個人メドレー決勝レースで萩野らに競り勝ち、自己記録を更新して優勝。この種目では日本人選手として初めての金メダルを獲得した。彩の国功労賞を受賞。

### 2014年
2014年の長水路の大会における成績は個人メドレーよりもバタフライでの活躍が目覚ましかった。オリンピックや世界水泳選手権といった長水路の世界大会が行われない年であったものの、200mバタフライでは日本選手権・ジャパンオープン・パンパシフィック選手権・アジア競技大会といった主要競技大会にて国内外無敗を誇った。特にアジア競技大会の金メダルタイムはこの年の世界ランキング1位の記録である。個人メドレーでも金メダルは獲得できなかったものの、パンパシフィック選手権では200mで、アジア競技大会では400mでそれぞれ銅メダルを獲得している。また、アジア競技大会では800mフリーリレーにも出場し金メダルを獲得している。短水路の大会に目を向けると、12月に行われた世界短水路選手権においては400m個人メドレーで短水路日本新記録を樹立したうえで2連覇を達成している。200m個人メドレーでは短水路日本記録保持者の萩野や短水路世界記録保持者のロクテには及ばなかったものの、自己記録を更新して銅メダルを獲得した。そして200mバタフライでは短水路日本新記録で銀メダルを獲得した。

### 2015年
2015年4月に行われた第91回日本選手権の200mバタフライで優勝。200m・400m個人メドレーでは共に萩野に次いで2位となり、3種目で世界選手権の代表メンバーに選出された。8月の世界水泳（カザン）では、200mバタフライ（6位）と200m個人メドレー（14位で準決勝敗退）でメダルを逃したものの、最終日の400m個人メドレーで自己ベストを更新して優勝。この大会では日本人初の2連覇を達成し、この種目での2016年リオデジャネイロオリンピック代表権を獲得した。

### 2016年
2016年、リオデジャネイロオリンピック男子400m個人メドレーで銅メダルを獲得。同種目で萩野が金メダルを獲得し、競泳でのダブル表彰台は60年ぶりの快挙となった。12月に行われた世界短水路選手権では400m個人メドレー3連覇を達成するなど5枚のメダルを獲得した。

### 2017 - 2018年
2017年、早稲田大学を卒業。同年4月より実質的な“プロ選手”として、全日本空輸 (ANA)と所属契約を結ぶ。練習拠点は早大から国立スポーツ科学センター (JISS)に移す。
この年に開催された世界水泳では、200mバタフライと400m個人メドレーの2種目で銅メダルを獲得した。ユニバーシアードにも出場し、400ｍ個人メドレーと800mフリーリレー（予選のみの出場）で金メダル、200mバタフライと200m個人メドレーで銀メダルという結果に終わった。
12月11日、世界短水路選手権の200mバタフライを、自身初となる短水路世界新記録で制した。
2018年12月15日世界短水路選手権の400m個人メドレーでは、目標としていた世界記録の更新を達成できなかったものの、大会4連覇を達成した。

### 2019年
2019年世界水泳選手権では、200m個人メドレーで同種目日本人初の金メダルに輝いた。200mバタフライでも自己ベストを更新して銀メダルを獲得した。この活躍により東京オリンピック代表内定第1号になった。さらに400m個人メドレーでも優勝し、1大会で個人種目メダル3個は日本勢初、世界選手権で通算4個目の金メダルも日本勢最多の快挙を成し遂げた。
12月20日に米国ラスベガスで開催された国際水泳リーグの男子400メートル個人メドレーで、短水路世界新記録を樹立して優勝した。従来の世界記録を0秒69の大幅更新。瀬戸の短水路世界記録は、200メートルバタフライに続いて2種目目となった。瀬戸は「ずっと目指してきた4個メ（400m個人メドレー）の世界記録を樹立できてうれしかったです。来年の東京五輪の金メダルを獲得するためにもこの記録がほしかったので、自信になります」とコメントした。同種目の世界記録には、前年12月の短水路世界選手権でアタックしたが、失敗。さらに同年10月の日本短水路選手権でもアタックして、わずか0秒03届かなかった。レース後は「めちゃくちゃくやしい。100分の何秒差とかなかなかない。初めてです」と悔しがっていた。ただ「『まだまだ頑張れ』ということかな」と、持ち前のポジティブ思考を口にしていた。

### 2020年
9月23日、週刊新潮のニュースサイト「デイリー新潮」が不倫報道を掲載した。瀬戸は24日、マネジメント会社を通じて事実関係を認め謝罪をした。しかし騒動は収まらず、不倫関係をもったという女性が複数人いたと相次いで報道された。報道以来、瀬戸を起用していたスポンサー企業は広告等を次々と中止・削除。所属している全日本空輸 (ANA)も「企業イメージにふさわしくない」と判断、所属契約を解除する通達をした。また、瀬戸はJOCと日本水連事務局に対し、シンボルアスリートと東京五輪の競泳主将を辞退する意思を伝えた。また日本水連から年内の活動停止処分を受けた。世界各地のメディアでは淡々と事実のみを伝える報道が多い一方で、アルゼンチンの「TyCスポーツ」のように犯罪ではない不倫での厳しい処分に驚きを以って伝えるメディア、ブラジルの「Cultura Uol」のように倫理観の強い日本ならではの事例として伝えたメディアなどが見られた。

### 2021年
東京オリンピック競泳男子400メートル個人メドレーでは予選敗退、200メートルバタフライでは準決勝11位で決勝進出を逃し、200メートル個人メドレーでは4位に終わり、今大会でのメダル獲得はならなかった

### 2022年
2022年世界水泳選手権では、200m個人メドレーで銅メダルを獲得。

### 2023年
この年の1月から美容系企業のCHARIS＆Co.とのスポンサー契約を締結。2019年2月に瀬戸が同社の脱毛施術の体験に参加した縁でのことであった。

### 2024年
2024年パリオリンピックの競泳競技では派遣標準記録を突破できなかったものの、日本代表として男子400ｍ個人メドレーに出場し、4分10秒92の全体3位で決勝に進出。決勝で上位を争うも自由形で失速し、後半が伸びず4分11秒73で7位に終わった。一方、派遣標準記録を突破して日本代表に選出された200ｍ個人メドレーでは、決勝まで進出し、1分57秒21のタイムでフィニッシュして7位だった。

## 人物
萩野公介とは幼い頃からライバルであり、友人である。出会ったのは小3の夏の全国大会で、天才スイマーとして知られていた萩野になかなか勝てず、初めて萩野を破ったのは中2の時の400m個人メドレーだった。その後、共に日本のトップスイマーに成長したふたりは主に個人メドレーで競うことが多いが、対決について「それが最高に楽しいんですよ。」と語っている。萩野との関係は、「公介とは、日本での試合の時はふたりでの勝負になりますが、海外で世界と戦う時は本当に戦友みたいなんです。」。

## 私生活
- 2017年5月24日、飛び込み選手の馬淵優佳との婚姻の届出をしたことをそれぞれのSNSで報告。10月1日、都内の式場にて挙式披露宴を行った[33]。飛び込み競技コーチの馬淵崇英は義父。
- 2018年6月26日、第1子となる女児が誕生（体重: 3968 g）[34][35]。2020年3月、第2子女児が誕生[36]。

## 自己ベスト

### 長水路
- 200m個人メドレー: 1分55秒55
- 400m個人メドレー: 4分06秒09
- 100mバタフライ: 51秒89
- 200mバタフライ: 1分52秒53（日本記録）
- 100m自由形: 50秒34
- 200m自由形: 1分46秒65
- 400m自由形: 3分48秒19
- 100m平泳ぎ: 59秒79
- 200m平泳ぎ: 2分08秒98
- 100m背泳ぎ: 53秒98

### 短水路
- 200mバタフライ: 1分48秒24
- 200m平泳ぎ: 2分00秒35（アジア記録）
- 100m個人メドレー: 51秒29 (日本記録)
- 200m個人メドレー: 1分50秒66
- 400m個人メドレー: 3分54秒81（世界記録）

## 出演

### MV
- サスケ「エールソング」（2016年）[37]